# Czechoslovakia 1968
Pour plus de détails, voir Fiche technique et Distribution.
Czechoslovakia 1968 est un film documentaire américain réalisé par Robert M. Fresco et Denis Sanders à propos du Printemps de Prague. Le film est sorti en 1969, et a obtenu l'Oscar du meilleur court métrage documentaire en 1970.
Le film est un montage à base de photographies et de films d'archives tournées en Tchécoslovaquie. Le film privilégie la force des images et la musique, et sa particularité est qu'il ne comporte pas de narration.

## Fiche technique
- Autre titre : Czechoslovakia 1918-1968
- Réalisation : Robert M. Fresco et Denis Sanders
- Montage : Marvin Walowitz
- Musique : Charles Bernstein
- Producteur :  Sanders-Fresco Film Makers for U.S. Information Agency
- Durée : 13 minutes

## Distinctions
- 1970 : Oscar du meilleur court métrage documentaire